# Comuna Luče
Luče (Občina Luče) este o comună din Slovenia, cu o populație de 1.609 locuitori (2002).

## Localități
Konjski Vrh, Krnica, Luče, Podveža, Podvolovljek, Raduha, Strmec